# Rhabdophyllum bracteolatum
Rhabdophyllum bracteolatum là một loài thực vật có hoa trong họ Ochnaceae. Loài này được (Gilg) Farron miêu tả khoa học đầu tiên năm 1965.